# Pavličina
Pavličina (cyr. Павличина) – wieś w Serbii, w okręgu jablanickim, w gminie Crna Trava. W 2011 roku liczyła 10 mieszkańców.